# Cozy
Cozy est une plateforme open source de cloud computing personnel. Elle est développée par l’entreprise Cozy Cloud.

## Historique
La startup Cozy Cloud est cofondée le 1er novembre 2012. La version 1.0 est lancée en novembre 2013.
En mai 2014, l’entreprise lève des fonds auprès des business angels de Seed4Soft et de la société de capital risque Innovacom[réf. souhaitée].
En janvier 2015, hébergé sur un matériel Emtec, Cozy est présenté au Consumer Electronics Show de Las Vegas[réf. souhaitée].
En mars 2015, Tristan Nitot, ancien président de Mozilla Europe, rejoint l'équipe de Cozy Cloud.
En juin 2015, la version 2.0 de la plateforme sort.
En septembre 2015, Cozy gagne le concours annuel de Bitnami[réf. souhaitée].
En janvier 2016, Cozy et Gandi annoncent un partenariat d'offre commerciale.
En février 2016, quatre hébergeurs, OVH, Scaleway, SWHosting et Netcup, proposent une installation de Cozy V2[réf. souhaitée].
En juin 2016, l’entreprise réalise une nouvelle levée de fonds, auprès des fonds d'investissements MAIF Avenir et Innovacom pour un montant de 4 millions d'euros[réf. souhaitée].
En juillet 2016, Franck Rousseau, le cofondateur de l’entreprise, est évincé lors d'une assemblée générale.
Le 25 janvier 2018, Cozy Cloud publie Cozy en version 3.
En juin 2020, Cozy lance son gestionnaire de mots de passe : Cozy Pass, basé sur la technologie Bitwarden.
En août 2024, la société est placée en redressement judiciaire. En février 2025, en état de liquidation judiciaire, Cozy Cloud est acquis par Linagora.

## Fonctionnalités
La suite d'application de base de Cozy permet à l'utilisateur d'héberger, partager et synchroniser des fichiers et des images, gérer ses rendez-vous, contacts, et comptes courriels. Des applications tierces disponibles via un marché applicatif dédié peuvent être utilisées pour étendre les fonctionnalités par défaut, incluant des applications pour lire des flux RSS, gérer des tâches, héberger un blogue, etc.
Le Cozy est une plateforme auto-hébergeable ou en ligne (5 Go gratuits avec l'offre de base) de gestion des données personnelles écrite en logiciel libre.
Un autre des objectifs de Cozy est de donner à l'utilisateur la possibilité de garder ses données personnelles, en remplacement de services ou d'applications web tierces à but commercial,,.